# 민채영
민채영(2001년 ~)은 대한민국의 가수다. 2021년 싱글 《Samantha》로 데뷔했다.

## 학력
- 동아방송예술대학교

## 방송
- 포커스 : Folk Us (2020) - Top41(17위)

## 음반
- Samantha (2021)
- Eternal Sunshine (2022)
- 그다지 사랑하던 그대여 (2022)
- 눈물과 밤들 (2022)